# جوشوا آدامز
جوشوا آدامز (بالإنجليزية: Joshua Adams)‏ هو راقص أسترالي، ولد في 10 ديسمبر 1986 في سيدني في أستراليا.